# James Pound
James Pound (Bishops Cannings, 1669 – Wanstead, 16 november 1724) was een Engelse geestelijke en astronoom.

## Biografie
Pound was een zoon van John Pound. Hij begon op 16 maart 1687 aan zijn studie aan St Mary Hall, een toen zelfstandig onderdeel van Oriel College aan de Universiteit van Oxford. Hij haalde zijn Bachelor of Arts aan Hart Hall, nu Hertford College, op 27 februari 1694, hetzelfde jaar zijn Master of Arts aan Gloucester Hall en op 21 oktober 1697 een Bachelor of Medicine .
Pound werd op 30 november 1699 gekozen als Fellow of the Royal Society, maar zijn toelating werd tot 30 juli 1713 uitgesteld. Hij ging na zijn priesterwijding in dienst bij de Britse Oost-Indische Compagnie en reisde in 1699 naar Madras om daar als geestelijk verzorger te dienen van de kooplieden van het Fort St. George. Hij reisde vandaar verder naar de Britse nederzetting op het eiland Pulo Condore, nu Côn Lôn, nabij de monding van de Mekong. Er brak in de morgen van 3 maart 1705 onder de compagniestroepen op Pulo Condore een muiterij uit en slechts elf van de Britse inwoners wisten in de sloep Rose naar Malakka te vluchten en daarna Batavia te bereiken. Pound was een van de vluchtelingen, maar zijn verzamelingen en aantekeningen gingen verloren.
Pound  werd een jaar na zijn terugkeer in Engeland, in juli 1707, op voordracht van Richard Child als predikant beroepen van Wanstead in Essex en in januari 1720, na het overlijden van John Flamsteed, door de invloed van Lord Chancellor Thomas Parker in Burstow in Surrey.
Pound deed metingen aan de zonsverduistering van 3 mei 1715, maar Edmond Halley gaf die metingen aan de Royal Society door. Pound nam op 14 juli 1715 een sterbedekking door Jupiter waar en in 1716 en 1717 deed hij diverse planeetwaarnemingen, alle met een telescoop met een brandpuntsafstand van 3 m. Een door Huygens geslepen objectief met een brandpuntsafstand van 37 m werd in 1717 door de Royal Society aan Pound uitgeleend en door hem in Wanstead Park opgesteld op een meiboom, die kort daarvoor van de Strand in Londen verwijderd was en speciaal voor dit doel door Isaac Newton gekocht. Pounds waarnemingen van de vijf toen bekende manen van van Saturnus stelden Halley in staat hun bewegingen te verbeteren. Newton gebruikte in zijn derde druk van de Principia Pounds precisiemetingen van de Jupiterschijf, de schijf en ring van Saturnus en van de elongaties van hun manen, maar kreeg ook gegevens van Pound om de posities van de grote komeet van 1680 te verbeteren. Laplace gebruikte Pounds waarnemingen van de Jupitermanen om Jupiters massa te bepalen. Pound zelf stelde tabellen samen voor de positie van Io, waarin hij een vergelijking voorstelde voor de overdracht van licht.
Pound trainde James Bradley, zoon van zijn zuster Jane, en zij deden veel waarnemingen samen, waaronder de oppositie van Mars in 1719 en de Mercuriusovergang van 29 oktober 1723. Hun meting van γ Virginis in 1718, bedoeld om de parallax te bepalen, was de eerste van de componenten van een dubbelster. Pound bezocht geregeld Samuel Molyneux, een amateurastronoom in Kew, en deed daar ook waarnemimgen. Hij kreeg in juli 1723 van de Royal Society de opdracht John Hadley's spiegeltelescoop te beproeven en bracht een gunstig rapport over de prestaties daarvan uit. Hij stierf in Wanstead op 16 november 1724, 55 jaar oud.

## Gezin
Pound trouwde twee keer, de eerste keer op 14 februari 1710 met Sarah, weduwe van Edward Farmer. Zij stierf in juni 1715. Ze hadden een dochter, Sarah.
Hij hertrouwde in oktober 1722 met Elizabeth, de zuster van Matthew Wymondesold, een succesvolle speculant in aandelen in de South Sea Company en eigenaar van het landgoed Wanstead, waar Pound zijn waarnemingen deed. Ze woonde na de dood van Pound van 1732 tot 1737 bij Bradley in Oxford, stierf op 10 september 1740 en werd in Wanstead begraven. 
- Library of Congress Control Number: no2017127697
- Mathematics Genealogy Project: 234545
- Virtual International Authority File: 7903150749025716420002
- WorldCat: E39PBJbWxddYVtpdYVR9Gtjpyd